# Генічеська вулиця (Мелітополь)
Генічеська вулиця — вулиця в Мелітополі. Починається від проїзду з проспекту Богдана Хмельницького, закінчується на вулиці Івана Алексєєва.
Складається в основному із приватного сектора. Покриття ґрунтове. Довжина вулиці — 1100 метрів.

## Назва
Вулиця названа на честь Генічеська — курортного міста, розташованого в Херсонській області на березі Азовського моря.
Примітно, що вулиця почала будуватися одночасно із сусідньою Ялтинською вулицею, також названою на честь курорту.

## Історія
У другій половині 1950-х років розпочалася активна забудова району Піщане, в результаті якої з'явилося кілька нових вулиць. 16 жовтня 1959 року на засіданні міськвиконкому було затверджено прорізання та найменування Генічної вулиці між вулицями Леваневського та Лесі Українки. Всього через місяць було прийнято аналогічне рішення про сусідню вулицю Ялтинську.

## Галерея
|                              |  |  |                          |
| проїзд до вулиці з проспекту |  |  | табличка з назвою вулиці |